# USS Illinois (SSN-786)
O USS Illinois é um submarino nuclear de ataque operado pela Marinha dos Estados Unidos e a décima terceira embarcação da Classe Virginia. Sua construção começou em junho de 2014 nos estaleiros da General Dynamics Electric Boat em Connecticut e foi lançado ao mar em agosto de 2015, sendo comissionado na frota norte-americana em outubro do ano seguinte. É armado com doze lançadores verticais de mísseis e quatro tubos de torpedo de 533 milímetros, tem um deslocamento de quase oito mil toneladas e alcança uma velocidade máxima de 32 nós submerso.